# Sassariente
Il monte Sassariente si trova nel comune di Cugnasco-Gerra, nel Canton Ticino (Svizzera) ed è alto 1.767 m s.l.m.

## Descrizione

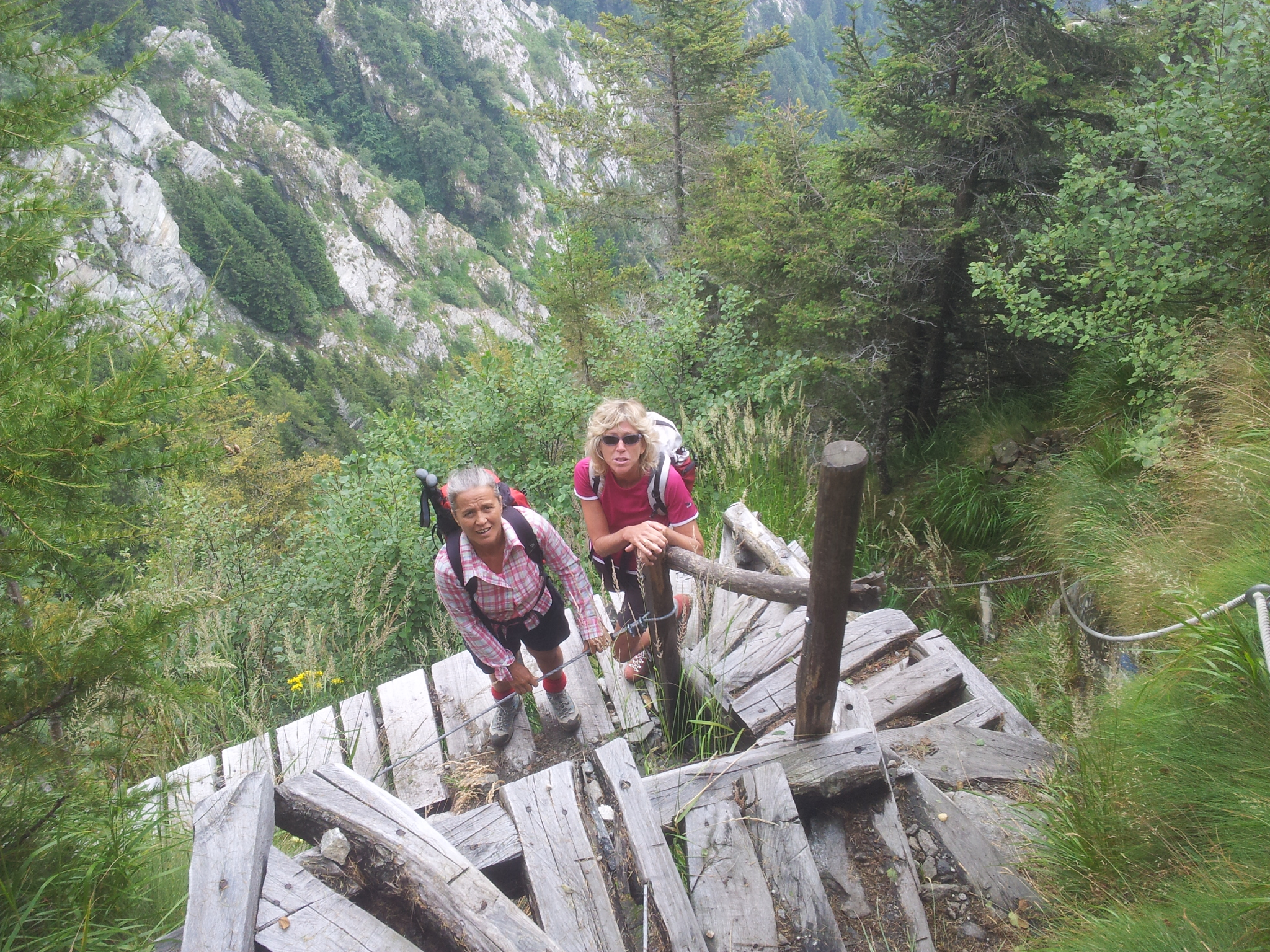
Il sistema di passerelle lungo la salita

Situato nei pressi di Locarno, sulla cima è posata una grande croce in acciaio. In giornate di bel tempo è visibile la "Madunina" del Duomo di Milano.